# ルクス・ペイン
『ルクス・ペイン』 (LUX PAIN) は、マーベラスエンターテイメントから2008年3月27日に発売されたニンテンドーDS用アドベンチャーゲーム。なお、公式でのジャンル名は「伝奇ジュブナイル・アクティブADV」と命名されており、ADVにペンタッチアクションが加わったゲームとなっている。開発会社はキラウェア。

## システム
- プレイヤーは学生として「如月市」に潜入し、事件を調査する。様々な人物と交流し、会話やシグマ能力で情報を得て、サイレントを除去しつつ事件の真相を明らかにしてゆき、各サイレントの感染源である本体のオリジナルサイレントを駆除することが最終目的となる。
- ゲームは主にアドベンチャー形式で進行し、シグマを発動した時にタッチペンを使用したアクションに切り替わる。
- 一日の主な流れについて、平日は午前授業・昼休み・午後授業・放課後（市内散策）のフェーズになっており、休日は一日中、学園以外の市内の施設を散策できる。
- サイレントとの戦いで敗北したり、学友を死なせてしまったりした場合、ゲームオーバーとなる。特に後者はセーブした状況によっては積んでしまうことがあるため、注意が必要である。
- ストーリー進行とは別に、各キャラクターには主人公に対する好感度が設定されており、好感度が上昇すれば着メロをプレゼントされるなどのアプローチを受ける。

## 物語
風光明媚な地方都市である如月市を恐怖に陥れる怪事件が連続発生した。人間の精神に感染し、それを操り負の感情を喰らいながら増殖していく恐るべき精神寄生体「サイレント」によって、この街は静かにそして確実に、サイレントに汚染されつつあった。対サイレント組織「FORT（フォート）」の命を受け、転校生として如月学園高等学校に潜入捜査をすることになった主人公の西条アツキは事件を解明できるのだろうか。

## 特殊用語

### サイレント
遥か古来より存在する実態をもたない精神感染体。世に存在する数々の怪奇事件の原因と考えられている。人類の精神に寄生し、負の思念を喰らい続け、精神を乗っ取り悪魔の所業を行わせる。精神に寄生する点のみが共通しているが、感染方法や精神の変容は各サイレントによって異なる。地域で感染レベルが高くなると集団自殺や残虐事件が増加する。
サイレントの感染は強力な能力を持つ「オリジナル」と呼ばれるサイレントの発生から始まり、「オリジナル」の宿主が人々に接触して自分の一部であるサイレントを感染させる。イレース能力でサイレントを除去しても、本体である「オリジナル」が存在する限り再び感染する可能性がある。
また、サイレントに感染されると精神が侵食される代わりに特殊能力を得ることがある。能力者の中には、心に大きな障害を残さずに人の心を意のままに操作する者も存在する。
サイレント感染レベル1
霊感に優れたものが不気味な声や陰を見聞きする。
サイレント感染レベル2
サイレント罹患者が存在。自殺者の増加、犯罪率の上昇。
サイレント感染レベル3
サイレントによる精神侵食が進み、無意識下においてサイレントを伝染させる。結果、一般人の残虐事件が増加する。
サイレント感染レベル4
精神侵食が進行し、意識が乗っ取られる。意識的に他者にサイレントを伝染させる。

### 能力者
超常的な特殊能力を持つ者を指す。生まれつき特殊能力を有する者、ルクス・ペインを装着することで特殊能力を使用する者、サイレントの感染によって特殊能力を得た者など、特殊能力を持つ要因は様々である。

### ルクス・ペイン
「聖なる痛み」と呼ばれる装着者に特殊能力を与える12種類のアクセサリー。中世の異端とされていたカタリ派が残したとされる写本にその製造方法が記載されていたが、長い間解読不可能であり何人もの錬金術師・数学者・神秘主義者が写本の解読に挑戦しては敗れ去り、近年のスーパーコンピューターと近代数学の力を以ってしても解明されることはなかったが、レイ所長の手によって数百年に渡る謎が解明された。装着することで、他人の思念に干渉しサイレントを狩る能力「Σ（シグマ）」を得られる。しかし、数万人に一人とされる適合者以外が装着すると、「ルクス・ペイン（聖なる痛み）」が持ち主を襲い死に至らしめる。作中に登場するルクス・ペインは、西条アツキの「ガウェイン」（指輪）、ナツキ・ヴェネフスカヤの「トリスタン」（ペンダント）、リュウ・イーの「ランスロット」（ピアス）の3個である。

### Σ（シグマ）
ルクス・ペインを装着することで発動する特殊能力。SIGNUM-ANIMA（シグヌム - アニマ）の略であり、ギリシャ数字のΣ（シグマ）と音が似ているため「シグマ」と呼ばれる。他者の思念に干渉する特殊能力を持ち、その種類は装着者によって異なる。
イレース
アツキが持つ特殊能力。相手の思念を引き出し削り取る。主にサイレントの発見に使用するが、サイレントの駆除にも使用できる。しかし、イレイズとは異なり病巣部のみの除去しかできず、心ごと駆除はできないため、オリジナルを駆除しない限り再感染する可能性が残る。
ガウェインで捉えることができる思念はエーテル・ワーム・タームの3種類である。エーテルは思考する生き物が持つ思念、ワームはサイレントの影響により出現する線形の小さなエーテル体、タームは主人公が他者から引き出して削り取ったワームが言葉や映像に変化したものである。
イレイズ
リュウ・イーが持つ特殊能力。サイレントに感染した心ごと喰らう事で駆除する。サイレントを察知する能力は低いが、対サイレント戦での効果は絶大である。ただし、サイレントと共に感染者の心まで喰らうという性質から、感染者の精神崩壊を招き、その後の社会復帰も難しくなる。そのため、サイレントの対処方法についてアツキとリュウ・イーはたびたび意見を衝突させている。
サイコビューイング
ナツキが持つ特殊能力。千里眼の一種であり、空間を越えて遠距離かつ広範囲の思念・感情を察知できることができる。ただし、能力者への負担が大きく多用はできない。

### FORT
現所長であるレイ・プラティエールが創立したサイレントが引き起こした犯罪の特定・排除を目的とした超国家的機関。「Force for Oblitation of the Rising Terrors」の略であり、「蘇る恐怖を抹殺するための軍隊」という意味を持つ。完全秘密主義の組織であるため、政府関係者にすらあまり知られていない。
FALCO（ファルコ＝隼）
サイレント駆除の実働部隊。サイレントに対抗する手段を持った人間のみで構成されている。世界各国に派遣され、サイレントの排除を担当する。
PICUS（ピークス＝キツツキ）
情報収集専門の後方支援部隊であり、盗聴・盗撮・データ回収などを実行し実働隊をサポートすることが主な任務である。ターゲットの秘密や居場所を調査して情報を引きずり出すという任務が、「木を啄ばむ鳥」と標記されるキツツキという部隊名で表されている。
LYNX（リュンクス＝山猫）
FORTの施設内で活動する部隊。諜報や指揮に加えて施設内でサイレントの分析、研究を行い、FALCOやPICUSに報告するアシスタント任務を担当する。場合によっては、現場付近に拠点を構築して実働部隊を支援することもある。

### 他の組織
ファランクス
世界レベルの巨大な組織であり、対サイレントにおける組織としては最も古く、最も知識があるとされている。錬金術や魔術を用いてサイレントの対処法を研究し続けていた。元々はFORTと同様にサイレントの根絶が目的だったが、近年ではサイレントとの共生を図る方針をとり始めている。
M機関
ノーラがネット上に作り上げた架空の秘密組織。巨大バンクと放送メディアが組んだ世界征服を目論む陰謀組織というストーリーで創作されている。FORTにアタックを試みる者へのトラップとして機能する。

### その他
オド
高野レイジが提唱する静震理論に登場する用語であり、目に見えない生命エネルギーのことを指す。オド分布は時間とともに拡散するが、オドが滞留すると不安定になる。オドは人間にも影響を及ぼし、オドが滞留すると情緒不安や注意力散漫になるとされている。オド測定器なるものも存在するが、500万円以上と高価である。
石像
如月市に点在する石像であり、全部で6体存在する。
江戸中期の文献では、如月の街を作った異国人がこの地の魔を封じるために寝る間も惜しんで制作し、完成とともに人体消滅したという奇怪な話が残っている。これにより如月市は生命エネルギーが極めて安定した都市となっていたが、現在の石像周辺はオドが大きく乱れ、石像の配置により如月市全体がオドの負の影響を受けている。

## キャラクター

### FORT
西条アツキ
声 - 宮野真守
本作の主人公であるクールな17歳の少年。ガウェインという指輪型のルクス・ペインを使用する。如月市の事件を解決すべくFORTから派遣され、捜査のために如月マンションの2LDKの603号室を拠点に如月学園に転校生として潜入する。
母親は飲酒運転のトラックにはねられ、父親もその心労で2年後に他界している。唯一の家族である妹を感染者に惨殺され、自身も命に関わる怪我を負うも持ちこたえた生命力からFORTにスカウトされΣの移植手術を受けた。感染者に家族を惨殺された経緯からサイレントを憎悪している。右眼はΣ移植手術で黄金の瞳になったため、カモフラージュとして黒色のコンタクトを入れている。
ノーラ・デーベライナー
声 - 喜多村英梨
18歳の金髪ショートカットの女性。FORTではLYNXに所属する。
調査や指示などアツキを後方からサポートする。18歳で工学・歴史学・数学の博士号を取得している天才。シンジがFORTに侵入した際に余裕を持って撃退していることから、コンピュータにおける技術力も高い。
ナツキ・ヴェネフスカヤ
声 - 茅原実里
13歳の青い髪と白い肌を持つ少女。FORTではLYNXに所属する。トリスタンというペンダント型のルクス・ペインを使用する。
サイレント感染者に家族を惨殺され、自分もサイレントに精神の深層まで侵食され死の淵にいたが、奇跡的に生還した過去を持つ。FORT施設内にいることが多く、ノーラと共にアツキをサポートする。アツキに好意を抱いており、出会うたびにアプローチする。
劉毅（リュウ・イー）
声 - 子安武人
24歳の細身でオールバックの男性。FORTではFALCOに所属する。ランスロットというピアス型のルクス・ペインを使用する。
「スイーパー」と呼ばれるサイレント駆除のエキスパートであり、1000体以上のサイレントを駆除しており、ピークスからはその腕から「老虎」とも呼ばれている。また、細身だが中国拳法の達人でもある。
レイ・プラティエール
声 - 緑川光
シルバーに近い金髪と青い瞳を持つ男性。FORTの創立者であり所長である。
解読不能だったルクス・ペインの製造方法を解き明かした人物であり、彼が担当して解決できなかった事件はない程の手腕の持ち主である。
年齢、出自、家族構成など何もかもが謎であり、ガウェインを装着しても命を奪われていないという謎多き人物である。
長島アヤ
28歳のショートカットの女性。FORTではPICUSの特務課に所属する。物語中盤から現場支援のため如月警察署署長として赴任し、アツキをサポートする。
PICUS内では「アネさん」と呼ばれ、慕われている。如月警察署でもその涙脆く真面目で仲間想いの人間性と署長としての仕事ぶりから、赴任して間もないにも関わらず署員から信頼されている。署長の仕事をしながらピークスを指揮する優秀な女性で、激務の反動でバカンスに憧れているが、長期休暇をもらえたことがない。
野口ケンゾウ
FORTのPICUS実行部隊の主任。物語中盤から登場し、アツキをサポートする。
長島アヤに食事に誘う等のアプローチをするものの一度も成就したことがない。

### 如月学園の生徒
山瀬ルイ
声 - 名塚佳織
アツキと同じ1組のゆる巻きヘアで褐色肌の女子学生。触れることでその人の過去や未来のビジョンが見える特殊能力を持つ。その力を活かし、マンションの一室を借りて占い業を営んでいる。苦労や努力をしている姿を周りに知られたくないため、わざと外見を派手にしている。
野崎ミカ
声 - 高橋美佳子
アツキと同じ1組のナチュラルショートヘアの女子学生。ジャーナリストを志望しており民放テレビ局如月シーガル局の特派員でもある。一年前に如月市で発生した通り魔事件に巻き込まれるが、アキラによって助けられる。活発で物怖じしない性格で、誰に対してもズバズバ意見を言うものの、その人柄からか誰からも好かれている。将来は社会の悪や歪みを追及するジャーナリストになりたいと考えている。
神代ヤヨイ
声 - 榎本温子
アツキと同じ1組のストレートロングヘアの女子学生。画家の才能を持ち、アーサーの指導を受けたことで画力がさらに上達した。趣味はお菓子作りであり、学生同士の集まりでは自分が焼いたクッキーを差し入れに持ってくることが多い。物静かでおっとりしている性格であり、物事を自分一人で背負い込みやすい危うさがあるが、挫けそうになった友人を叱咤激励する強い一面を持つ。
宇波リョウ
声 - 越田直樹
アツキと同じ1組の文系の男子学生。祖父から譲り受けた本屋の店長を務めている。読書が好きな勉学家だが、山積みの古書を店から学校に徒歩で運んだり、アキラと組手ができたりすることから身体能力は低くはない。口数が少なく人と話すよりは本を読む方を優先する性格だが、深い洞察力と情に厚い心を持つ。ヒビキとは親交が深く、一つのテーマに対して意見をぶつけ合い切磋琢磨し合う仲である。
御堂アキラ
声 - 中村悠一
アツキと同じ1組の体育会系の男子学生。子供の頃から古武術を習っており身体能力は高いが勉強が苦手である。典型的な脳筋系の思考の持ち主であり、所かまわず修行して周りからツッコミを受けることも少なくない。裏表のない真っ直ぐな性格からミカやルイに信頼されているが、彼女たちに振り回されて苦労することも多い。1年前に通り魔事件でミカの命を守ったものの負傷させてしまったことから罪悪感で心が荒み、父親とも衝突を繰り返している。
成瀬シンジ
声 - 代永翼
アツキと同じ1組の理系の男子学生。成績優秀で童顔の可愛らしい容姿をしているが、クラスメイトに見下した態度で接したり、教師に嘘をついて授業を抜け出したりするなど性格に難がある。天性のハッキング技術を持ち、劇中はFORTにハッキングを仕掛けてCIAの攻撃と同等の防御壁まで侵入することに成功している。結果としてノーラに敗北して架空の情報を掴まされるものの、その後も執念のアタックを繰り返したことで、物語の終盤に事件解決の糸口となる情報を発見する。
井上タクヤ
内気でキノコヘアーの男子学生。学校でイジメを受けており、恨みをノートに書いてストレスを発散させている。自分を親身になって心配してくれるホノカだけを信頼している。
牧野サユリ
3組の三つ編みにメガネ姿の女子学生。ゲームやマンガなどインドアな趣味を持つ。パンプキン・ウィッチの常連客であり、パンダグッズをほぼコンプリートしている。貿易関連の会社を経営する資産家の娘でもある。「ファントム・ダスト」のファンであり、著者であるエドワードが開いた講演に喜んで参加する。サイレント感染者の通り魔に軽傷を負わされ、その頃から悪い夢を見るようになる。
桐生ヒビキ
声 - 野島健児
物語の中盤で登場する頭脳明晰な男子学生。元々は如月学園の学生で高校一年生の頃にアメリカに留学していたが、物語中盤で学園に戻ってくる。
両親を幼少の頃に亡くし、親戚の家に引き取られて育つが中学二年生で一人暮らしを始め、株取引の才能から中学校卒業時には金銭的に完全に自立していた。しかし、精神状態が不安定になり不登校を繰り返していたところを当時病院に努めていたホノカのカウンセリングを受け、無事に中学校を卒業する。留学先のアメリカでエドワードと出会う。

### 如月学園の教師
陽野ホノカ
保健の教師。保健業務の他にカウンセリングも行っている。元は国際新成病院に勤務していた。過去にカウンセリングでヒビキを救った縁で、彼を弟のように想っている。
松村アオイ
国語の教師。生徒のことを親身に思う教師の鏡のような女性。田舎育ちのためか身体能力は高い。興奮すると言葉に訛りが出る。
高野レイジ
歴史の教師。自分の提唱する静震理論に没頭しており、計測器を持ち走り回っている。自宅には漫画やオーディオなどの娯楽物はなく、棚や押し入れなど部屋全体を拡張して至る所に学問の本の山が形成されている。緑色の服を好み、彼のトレードマークにもなっている。第五区のマンションに住んでおり、DAY&NIGHTでお菓子と炭酸飲料を大量に買い込む姿が度々目撃されている。ケーキを8個平らげて店を出る瞬間に腹の虫が鳴るという恐ろしい胃袋の持ち主でもある。
大和タダシ
26歳の数学の教師。右翼思想を持つスキンヘッドのガンマニア。正解を答えられない生徒に対しては罵声を浴びせる恐ろしい教師。
日高ナオト
28歳の地理の臨時教師。物語の中盤から如月学園に赴任する。戦場カメラマンであり、様々な功績を残している著名人でもある。コンピュータの技術を学ぶためにシンジの家に通う。物語終盤に写真を撮ると居るはずのない猫が写る恐怖体験をすることになる。
アーサー・メイズ
声 - 波多野和俊
28歳の美術の臨時教師。世界的に評価されている芸術家でもある。現代美術界の異端児とも呼ばれ、独創的な画風は世界で5本の指に入るとされている。幼少の頃に牧フミヒコの絵に出会い感銘を受けたことで芸術家を目指し、モナコの大邸宅を捨てて、彼の生まれ育った如月市に移住している。風景画に対して芸術性を見出していたが、紅の丘でリルに偶然出会ったことで芸術観に大きな衝撃を受ける。

### 少年少女
神代ナミ
声 - 能登麻美子
ヤヨイの妹であり、11歳の明光小学校5年生。明るく無邪気そうに見えるが、彼女の持つ特殊能力のため、同年代の友人は少ない。街の住人からは愛されており、各所で食事をごちそうになっている。アツキが能力者であることを見抜き、彼に好意を示す。
鎌田トウマ
神代ナミと同じ11歳の明光小学校5年生。神代ナミに好意を寄せているが気付かれてはいない。
城嶋リル
声 - 今井麻美
紅の丘でアーサーと出会う謎の少女。恵まれない出自であるにも関わらず、生まれたことに感謝する心の清い人物である。インターネットの掲示板で自殺願望者に希望を与える書き込みをしている。
遠野ケイ
ルイが度々目撃する謎の少年。高い調査力を持つミカが真剣に調査するが、その身元を判明できずにいる。

### 警察官
山瀬ユイ
声 - 浅野真澄
24歳の如月警察署の警部。お酒好きであり、深夜にマコやアヤと一緒に酔っ払って歩いている姿が度々目撃されている。ルイの姉であり、妹を大切に想っている。
安藤マコ
26歳の如月警察署の警部補。ユイとは学生時代を共に過ごし、同じ職場で働く親友である。どんな小さなことでも力を貸してくれる警察官の鑑である。
田中
如月警察署の警部補。落ち着きが無くドジな人柄であり、ユイから頻繁に怒られている。映画好きでサウスエンドを愛用しており、その映画愛から酒井ユミコに面識がある。

### 如月市民
広岡トモヨ
第一区にある如月市民会館の管理人。派手で化粧濃く香水臭い。男性を騙して金銭を得る小悪党。
エドワード・スタイナー
声 - 銀河万丈
第二区にある大手金融機関「AMS銀行」の創始者であると同時に総支配人でもある老人。別名サンジェルマン伯爵と呼ばれ、世界的に有名な学者であり、様々な分野の権威でもある。
リョウの文通相手であり、その縁からリョウの書店で講演を開く。その講演で自分の著書である「ファントム・ダスト」について解説する。シーガルへの放送アンテナの提供や一年前の通り魔事件で警察に協力・援助するなど、如月市への貢献も厚い。
榎田シゲル
第三区にある郵便局の局長。「キーちゃん」という名前の土偶を溺愛している危険な人物。神代ナミとメロディを支える人物の一人。
御堂ケンイチ
第三区にあるスウィートリングのパティシエ兼オーナー。絶品スイーツを提供することから店は常に混雑している。アキラの父親であり息子を愛する親バカだが、それを言葉に出さないためアキラと衝突している。
フー・メイリン
第三区にあるパンプキン・ウィッチのオーナー。派手な衣装に身を包む中国人である。メイリンの容姿や品物のラインナップから常連客やファンが多い。
大倉ユウジ
第三区にあるネットカフェYUZIのオーナー。軽い思考と奇抜なセンスから同調者は少ない。インターネットの掲示板を頻繁に利用しているが、荒らしと判断されてすぐに書き込みを削除されている。サイレントに感染した際は打って変わって律儀な青年になる。
辻アナン
第四区にあるゲームセンターTOY BOXのオーナー。色褪せたアニメキャラのTシャツを毎日着る典型的なオタク。店の付近に通り魔が出現したことから警察にマークされており、ストレスで胃を痛めている。
酒井ユミコ
第四区にある映画館サウスエンドのオーナー。元は映画を撮影する制作者であり、映画をこよなく愛する。一年前の通り魔が映画の一節を用いたことから映画が風潮被害に曝されたことに憤りを感じている。サウスエンドの利用者の中に通り魔の犯人がいることを薄々と気付き始める。
ラズリー・ポートマン
第四区にある民放テレビ局シーガルのニュースキャスター兼ジャーナリスト。元々は全国ネットのニュースキャスターだった。視聴者が飽きないようなアナウンスを実践したり、多忙な中でも地元民との交流の場を設けたりしている。
稲垣シュンイチ
第四区にあるライブハウス ディープ・シーのオーナー兼音楽プロデューサー。音楽センスが高く、ディープ・シーを利用するバンドがメジャーデビューしたこともある。オカマであり、同年代の男性に想いを寄せる。
鏡キョウスケ
第四区にあるK探偵事務所の所長。ただし所員はキョウスケ一人であり、事務所はライブハウスの一部を間借りして運営している。報酬よりも他人の役に立つ仕事を選ぶ正義感の強い人物。物語終盤にインターネットの掲示板から失踪した二人の捜索依頼を受ける。
星野クニオ
第五区にあるコンビニのオーナー。元自衛隊員だが極度の潔癖症であり、店を汚す者はたとえ子供であろうと許さない。
叶スズ
第五区にある国際新成病院に勤務する20歳の内科の看護師。BL好きの腐女子だが、優秀な看護師である。
タザキ
第五区にあるタザキ商会の経営者。ペットのブリーダー業を営んでいるが、無抵抗の動物を虐待している鬼畜。
飯田アイ
第七区にある東方堂書店に勤務する20歳のアルバイトの女子大生。古書への知識や関心は皆無だが、古書の保管場所・題名・著者名を暗記している優秀な店員。
グレアム・ミラー
声 - 森久保祥太郎
第七区にあるサンタマリア教会に居候している褐色肌で派手な風貌の青年。CIAのスパイを自称する怪しい人物。
浜名カツヒサ
柄の悪いチンピラ。その精神構造からサイレントに寄生されやすく、物語の黒幕によって二度もサイレントに寄生され意のままに操られる。

### 動物
メロディ
郵便局で飼われているメスの大型犬。ナミと仲が良く共に行動していることが多い。匂いで人を追跡できるため、ナミとともに事件を調査している。
ミント
タザキ商会から逃げ出してきたシャム猫。虐待によって瀕死の状態でナミと出会い手当てされたが、直後に行方をくらます。その後、死を呼ぶ猫の噂が街に伝わり始める。

## 如月市の施設

### 第一区
如月市民会館
広岡トモヨが管理する市民会館。牧フミヒコの絵が数多く展示されている。
共同墓地
如月市の市営墓地。3年前に亡くなったアキラの母親の墓がある。
千歳池
如月市に存在する池。のどかな池だが物語中盤に水死体が発見される。

### 第二区
AMS銀行
エドワードがオーナーを務める巨大メガバンク。
如月駅
イギリスの建築家によって増改築された鋼鉄の建造物。市外に出るための交通手段として市民から頻繁に利用されている。
如月警察署
如月市の警察署。2年前に改築が終わり、現代風の建物に改築されている。
如月市庁舎

### 第三区
プロダクション・アート
アーサーのアトリエ。閑静で日当たりもよく、絵を描くのに適した環境になっている。
郵便局
局長の榎田が重度の宗教信者で局内が宗教色に染まり、常にお香の臭いが立ち込めている。公共施設だが妖しい雰囲気が醸し出されている。
パンプキン・ウィッチ
リーメイリンが経営するグッズやゲームのお店。常連客も多く人気が高い。
スウィートリング
御堂ケンイチが経営するスウィーツのお店。素材からこだわり抜いて健康にも良くカロリーも控えめで特に女性から絶大な人気を得ている。
YUZI
大倉ユウジが経営するネットカフェ。奇抜なデザインの店であり、ナミやアオイから疎まれている。

### 第四区
TOY BOX
ゲームセンター。常に新しいゲームが並び、若者たちで溢れている。
シーガル
民放テレビ局。放送はブロードキャスト配信されている。
サウスエンド
酒井ユミコが経営する映画館。年代を問わず市民から愛されている。
ディープ・シー
稲垣シュンイチが経営するライブハウス。メジャーデビューを目指すバンドが日々練習している。

### 第五区
DAY&NIGHT
星野クニオが経営するコンビニ。不潔な格好をしているとつまみ出される恐ろしい店だが、商品のラインナップが良いためか利用客は多い。
電波塔
花畑の中心に建つ電波塔。きれいな風景から憩いの場として市民から利用されている。
国際新成病院
如月市に存在する大病院。ミカやサユリなど通り魔事件で傷を負った被害者はここで治療を受けている。
タザキ商会
昔は修理屋廃品回収の業務をしてきたが、現在は広い敷地を利用してブリーダー業をしているが、街の評判は良くない。物語終盤に敷地内から虐待死させたおびただしい量の動物の骨が見つかる。

### 第六区
紅の丘
紅葉が美しいことで有名な丘。夕方には赤く染められた幻想的な景色が見る者の心を惹きつける。
如月学園
創立100年を迎える海に望む紅の丘に建てられたゴシック様式の建造物。制服が良く校則が緩いこともあり人気が高い。
トリプルステップ
巨大な雪だるまがトレードマークのバーガーショップ。値段が安くボリュームもあり若者に絶大な人気を得ている。
夕陽丘住宅
40年前に建築された住宅。物語の最初に訪れ、ナミと出会う。

### 第七区
カンパニーF
雑居ビルの一室で山瀬ルイが経営する占い店。高い確率で的中することで有名になっている。
サンタ・マリア教会
カトリック系の教会。グレアム・ミラーが居候している。
明光小学校
神代ナミらが通う小学校。この学校の女性教諭が集団自殺のメンバーであることが後に判明する。
ソエジマ邸
別名幽霊屋敷。副嶋エイジロウの屋敷だったが数々の不幸により今では誰も住まなくなり、一年に一度遠い親戚が手入れに訪れるだけになっている。
東方堂
宇波が経営しているレンガ造り三階建ての本屋。祖父から受け継がれた書店であり、古今東西の人文系の洋書や古書などが多く揃えられている。

## 主なスタッフ
- ディレクター - 上田清隆
- シナリオ - 上田清隆、山本朋子
- キャラクターデザイン - 岸和田ロビン
- 音楽 - 伊藤賢治、鈴木康行
- 主題歌 - 高橋洋子「聖なる痛みを抱いて」（マーベラスエンターテイメント）

## アナザーストーリー
公式ページのコンテンツ「WEBノベル」に掲載されている。

## ラジオ
『Radio Seagull ルクス・ペイン放送局』というタイトルで、『ルクス・ペイン』公式サイトにて2008年1月11日から3月27日までに配信された，全5回。パーソナリティーは喜多村英梨（ノーラ・デーベライナー 役）、越田直樹（宇波リョウ 役）。ルクス・ペイン特典サウンドトラック「LUX-SOUND」は秘蔵0話を収録。
ゲスト
- 茅原実里（第2回、ナツキ・ヴェネフスカヤ 役）
- 中村悠一（第3回、御堂アキラ 役）
- 宮野真守（第5回、西条アツキ 役）